# Oberster Gerichtshof von South Dakota
Der Oberste Gerichtshof von South Dakota ist das höchste Gericht des Bundesstaates South Dakota. Es besteht aus einem Chief Justice, der dem Gericht vorsitzt, und vier weiteren Richtern, welche vom Gouverneur des Bundesstaates ernannt werden. Die Richter werden von einem von fünf geografischen Distrikten ausgewählt. Drei Jahre nach ihrer Ernennung, findet eine Beibehaltungswahl statt, in der die Richter aus ihrem Amt gewählt werden können. Falls sie diese Wahl bestehen, findet eine solche Wahl für jeden Richter alle acht Jahre statt. Die Richter wählen Außerdem ihren Vorsitzenden untereinander.
Das Gericht ist das höchste Berufungsgericht in South Dakota. Es prüft Urteile von tieferen Gerichten, wie den Amtsgerichten (Circuit Courts).

## Hintergrund

### Territoriales Gericht
Der Oberste Gerichtshof des Dakota-Territorium wurde 1861 in Yankton, South Dakota gegründet. Es war der erste Oberste Gerichtshof eines U.S. Territoriums. Anfangs ernannte der Präsident der Vereinigten Staaten die Richter direkt. Die ersten drei Richter waren Philemon Bliss, Lorenzo P. Williston und Joseph L. Williams, welche von Abraham Lincoln ernannt wurden.
Nachdem das Dakota-Territorium aufgeteilt wurde in die Staaten Süd- und Norddakota wurde der Oberste Gerichtshof des Dakota-Territorium vom Präsidenten Benjamin Harrison aufgelöst.

## Richter
Aktuelle Richter des Obersten Gerichtshofes
| Titel             | Name             | Ernennung        | Ernannt von         |
| ----------------- | ---------------- | ---------------- | ------------------- |
| Associate Justice | Janine M. Kern   | 5. Januar 2015   | Dennis Daugaard (R) |
| Associate Justice | Mark Salter      | 9. Juli 2018     | Dennis Daugaard (R) |
| Associate Justice | Patricia DeVaney | 4. April 2019    | Kristi Noem (R)     |
| Chief Justice     | Steven R. Jensen | 3, November 2017 | Dennis Daugaard (R) |
| Associate Justice | Scott P. Myren   | 5. Januar 2021   | Kristi Noem (R)     |